# Glenea hasselti
Glenea hasselti là một loài bọ cánh cứng trong họ Cerambycidae.